# Doris Dawson
Doris Dawson (Goldfield, 16 aprile 1905 – Coral Gables, 20 aprile 1986) è stata un'attrice statunitense.

## Biografia
Doris Dawson non conobbe la madre, che morì di tisi tre mesi dopo la sua nascita. Cominciò a recitare nel 1927 i cortometraggi comici prodotti dalla Christie e qualche western come Gold from Weepah, con Bill Cody, mentre l'anno dopo fu al fianco di Harry Langdon nella commedia Heart Trouble, un film perduto. Non ebbe più l'occasione di un ruolo da protagonista, anche se nel 1929 fu segnalata tra le tredici WAMPAS Baby Stars dell’anno.
Con l'introduzione del sonoro, la sua voce rauca ostacolò il proseguimento della sua carriera e dopo due corti nel 1930 e una piccola parte nel film del 1934 Il treno fantasma, con Sally Blane e Charles Starrett, si ritirò dal cinema. Aveva sposato nel 1930 l'attore Pat Rooney Jr. (1909–1979), dal quale divorziò quattro anni dopo. Stabilitasi in Florida, vi morì a 81 anni nel 1986.

## Riconoscimenti
- WAMPAS Baby Star nel 1929

## Filmografia parziale
- Dead Easy (1927)
- Gold from Weepah (1927)
- Heart Trouble (1928)
- Do Your Duty (1928)
- Monella bionda (Naughty Baby) (1928)
- La studentessa dinamica (1929)
- Scandalo di Broadway (Broadway Scandals), regia di George Archainbaud (1929)
- Il treno fantasma (The Silver Streak) (1934)